# Estádio do Lumiar
Das Estádio do Lumiar (oder auch Campo do Lumiar) war ein Fußballstadion in der Stadtgemeinde Lumiar der portugiesischen Hauptstadt Lissabon. Die Anlage umfasste neben einem Fußballfeld über eine Leichtathletikanlage und eine Radrennbahn.

## Geschichte
Das Stadion wurde am 28. Juni 1914 eingeweiht. Am 30. April 1937 mietete der Verein Sporting Lissabon das Stadion an und trug fortan seine Heimspiele dort aus. Nach Verhandlungen mit der Câmara Municipal Lissabons ging die Spielstätte 1947 in den Besitz des Vereins über. Das Spielfeld erhielt einen Naturrasen, die Laufbahn und die Radbahn wurden entfernt und Zuschauertribünen errichtet. Das renovierte Stadion wurde am 13. Juni 1947 mit einem Spiel zwischen Sporting und Atlético Bilbao eingeweiht. Es blieb bis zum Umzug in das Estádio José Alvalade im Jahr 1956 die Heimat des Sporting CP.
Im Stadion fanden zwischen 1922 und 1936 insgesamt 13 Länderspiele der portugiesischen Fußballnationalmannschaft statt. Es war 1940 und 1942 Austragungsort der Endspiele der Taça de Portugal.